# Pfarrkirche St. Nikolaus (Neuried bei München)
Koordinaten: 48° 5′ 25,2″ N, 11° 27′ 58,2″ O
Die Kirche St. Nikolaus ist die römisch-katholische Pfarrkirche der Pfarrei St. Nikolaus in der Gemeinde Neuried, einer Gemeinde im Landkreis München. Die Kirche trägt das Patrozinium des heiligen Nikolaus von Myra. Das Pfarrzentrum mit Kirchenraum wurde vom Architekturbüro Andreas Mecks geplant. Den Grundstein legte im Mai 2006 Weihbischof Engelbert Siebler. Die Kirchweihe fand am 19. Oktober 2008 durch Erzbischof Reinhard Marx statt. Die endgültige Fertigstellung erfolgte mit der Errichtung des dem Bau vorgelagerten Großkreuzes aus Cortenstahl, ebenfalls entworfen vom Architekten Andreas Meck.

## Von der Idee zum Bau
Mit dem Ansteigen der Einwohner in Neuried wurde die bestehende Dorfkirche St. Nikolaus zu klein. Es entstanden erste Überlegungen für einen Neubau. Ein vorhandenes Grundstück am Maxhofweg wurde ins Auge genommen. 2002 erfolgte zunächst eine städtebauliche Untersuchung. Diese ergab, dass das Grundstück größer ist als für ein kompaktes Kirchenzentrum mit Kirchenraum nötig. So konnte fast die Hälfte des Grundstücks verkauft werden; dies diente zur Finanzierung für das Projekt, das 2004 in die konkrete Planung ging.

## Architektur

### Außenbau
Der Baukörper des neuen Pfarrzentrums ordnet sich ein in einer vielgestaltigen Wohnbebauung im südöstlichen Ortskern der Gemeinde Neuried. Der Kirchenraum ist eingebettet in einen Komplex ineinander verschachtelter Kuben, die auch den Pfarrsaal, das Pfarrbüro und Wohnungen für Mitarbeiter enthält. Der Kirchenraum dominiert sinnstiftend die Baumasse. Der Glockenträger des neuen Gemeindezentrums ist auf die alte Nikolauskirche im Ortskern von Neuried ausgerichtet. Diese sollte als prägendes Zeichen erhalten werden, daher wurde der Neubau ohne hochragenden Kirchturm geplant. Das dem Bau vorgelagerte Großkreuz aus Cortenstahl ist als sichtbares Zeichen aus allen Richtungen wahrnehmbar. Es ist die letzte Station eines geplanten Kreuzweges, der die alte mit der neuen Nikolauskirche verbindet.

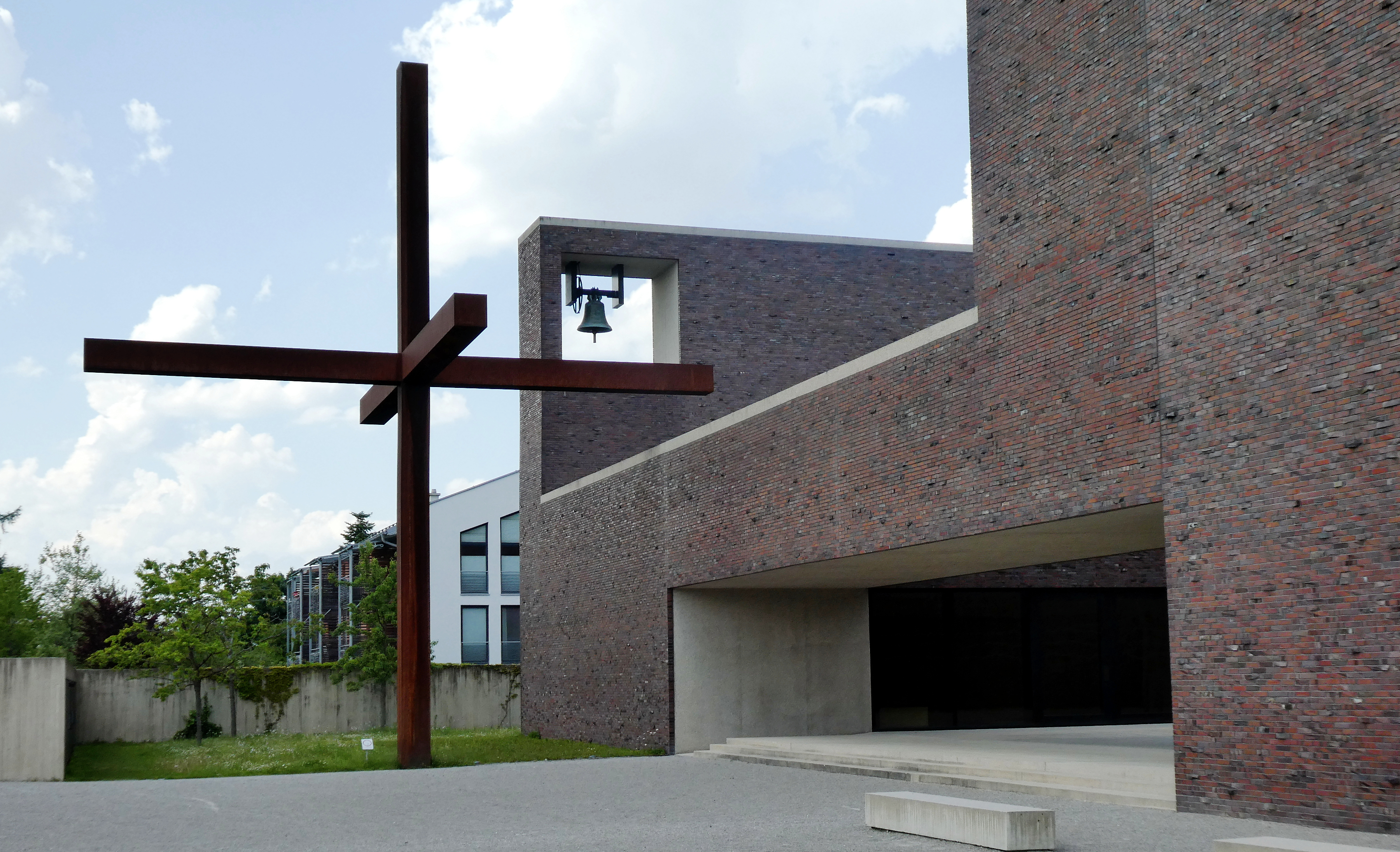
Neuried, neue Nikolauskirche, Klinkerfassade, Kreuz und Glocke

Das Bauwerk ist eine Stahlbetonkonstruktion. Die Gebäudehülle erstrahlt in einem besonderen Klinkerkleid. Der unregelmäßig gebrannte dunkelrot-braun-violette Klinker aus dem Ringofen fällt durch die besondere Textur aus Kohleaufbrennungen und herausstehenden Klinkern auf. Das Portal führt in einen Innenhof mit zwei großen Bäumen in der Mitte. Man gelangt rechts in den sakralen Kirchenraum, links zu den Einrichtungen des Pfarrzentrums mit Pfarrheim und -büro.

### Innenraum
Der weiß gekalkte Kirchenraum wird geprägt von Wand- und Deckenflächen. Auffällig sind die beiden großen Lichtschächte von oben über dem Altar und von der Seite über der Sakristei. Diese wirken wie zwei überdimensionale „Lichtkanonen“, die über durchscheinende Folie diffuses Tageslicht in den Kirchenraum fluten lassen. Die Verbindung zwischen Innen- und Außenraum wird über ein Fensterband vom Boden bis zur Decke erreicht, das sich über die ganze Breite der Eingangsseite erstreckt. Der ebene Innenraum ist mit einem Boden aus Eichenholz ausgelegt, aus dem nur der Altarraum aus Sichtbeton erhöht wie eine Insel herausragt. Die ebenfalls aus Eichenholz gefertigten Bänke gruppieren sich von drei Seiten um die Altarinsel.
Die liturgische Ausstattung im Innenraum stammt vom Künstler Rudolf Bott: der Tabernakel, der Taufstein mit Taufbecken, das Vortragekreuz und die gleichsam über dem Boden des Kirchenraums schwebende Altarinsel aus Gussstein. Dabei hebt sich der opulent gestaltete Tabernakel (feuerverzinktes Messing) von den betont schlichten Elementen Tau-Kreuz (Sichtbeton), Taufbecken (Sichtbeton) und Altar dezidiert ab. Die nach außen gewölbte Oberflächenstruktur aus unterschiedlich großen Perlen des Tabernakels bildet sich dabei als Negativform nach innen im Taufbecken ab. Das Tau-Kreuz steht im geometrischen Zentrum des Kirchenraums. Das Zusammenspiel von liturgischer Ausstattung und Raumeindruck unterlag einem engen Abstimmungsprozess zwischen Rudolf Bott und Andreas Meck.
Das einzige Bildnis im Raum ist in einer Nische in der vom Eingang gesehen rechten Wand. Es ist ein vom Künstler Roland Fischer gestaltetes fotografisches Marienbildnis. Es greift in zeitgenössischer Form eine Arbeit von Lucas Cranach d. Ä. von 1508 auf, die sich in einer Nachbildung aus dem 18. Jahrhundert in der Dorfkirche von Neuried befindet.

## Galerie

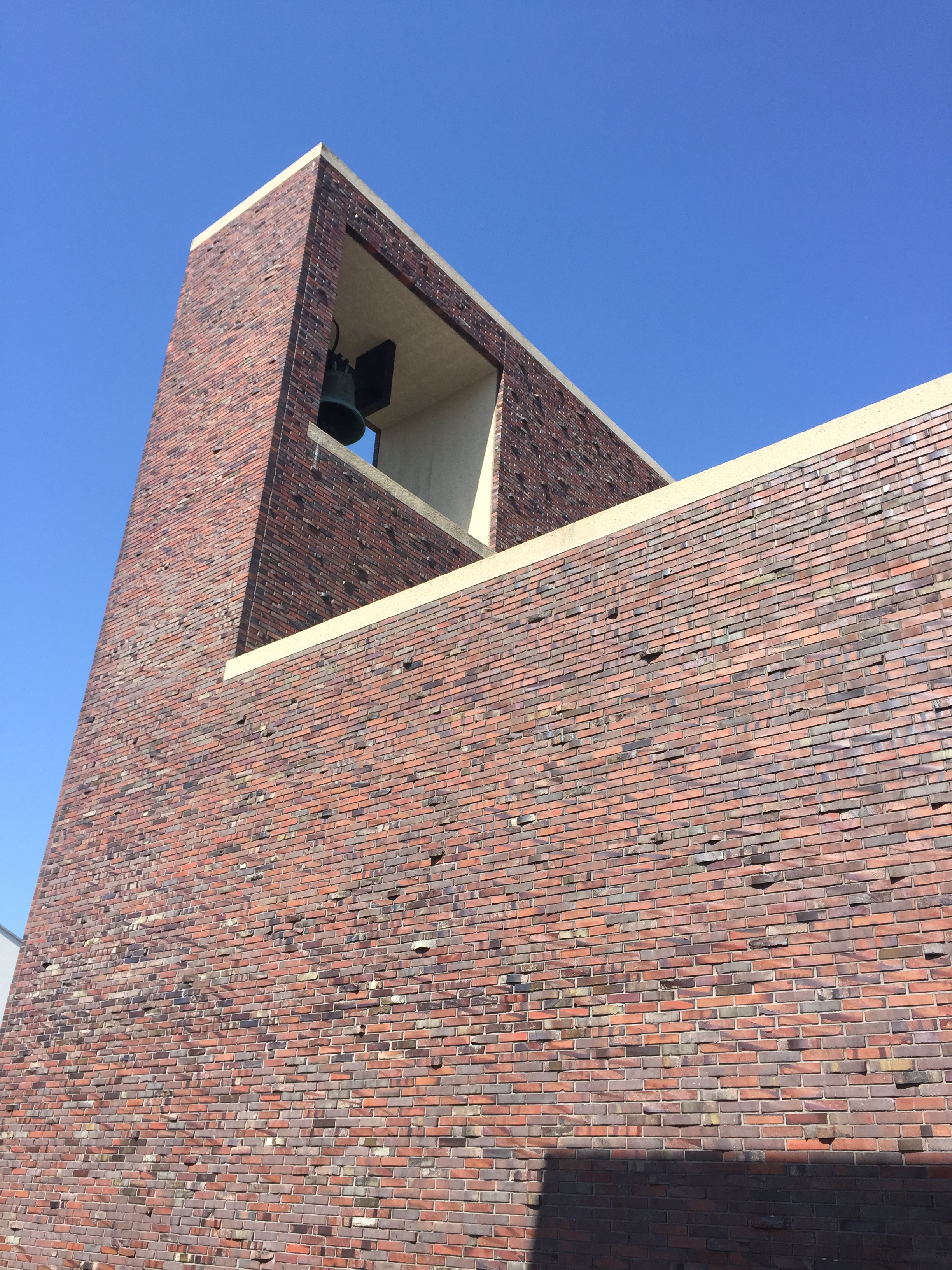
Glockenträger
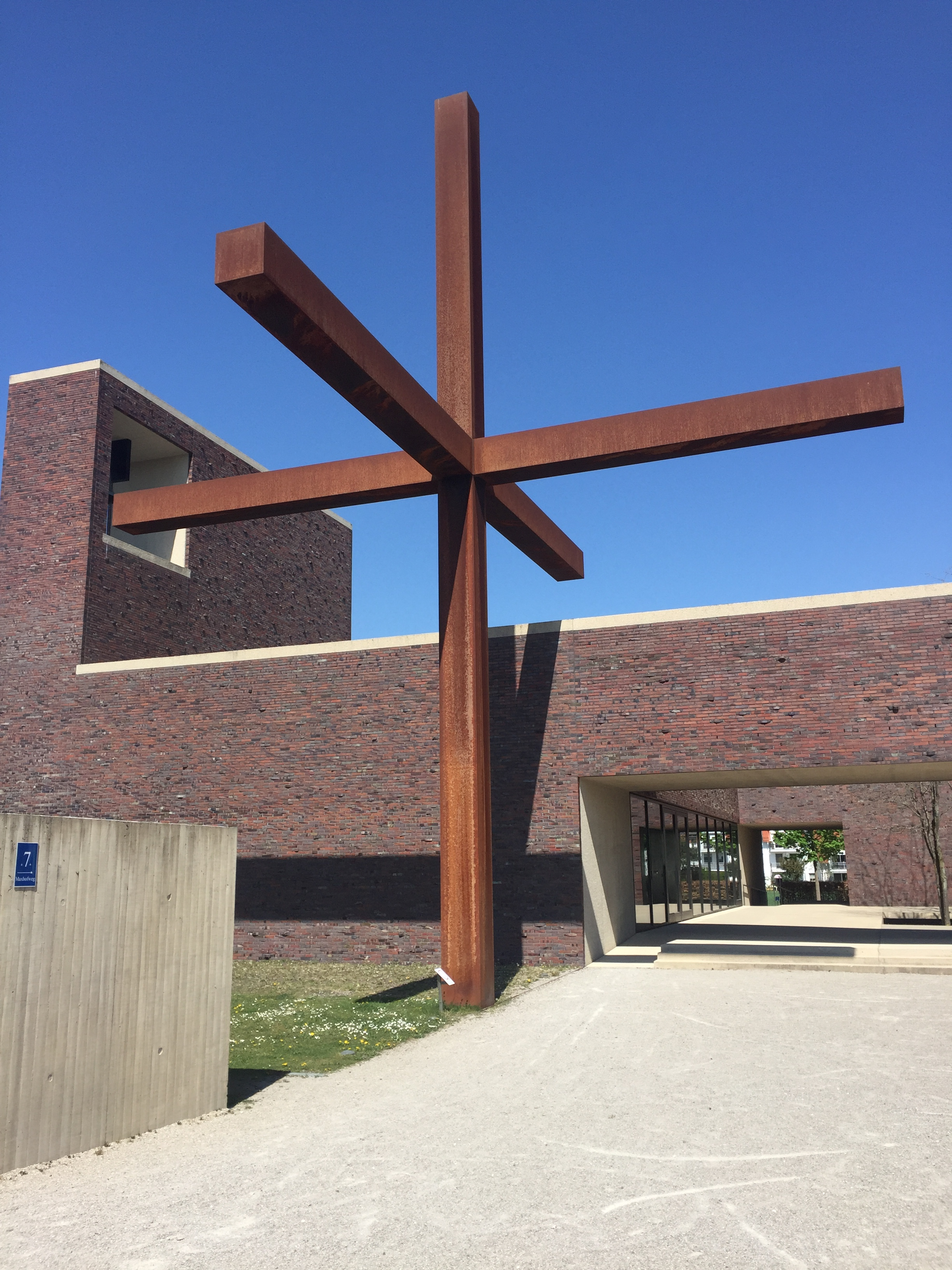
Großkreuz aus Kortenstahl von Andreas Meck

## Orgel

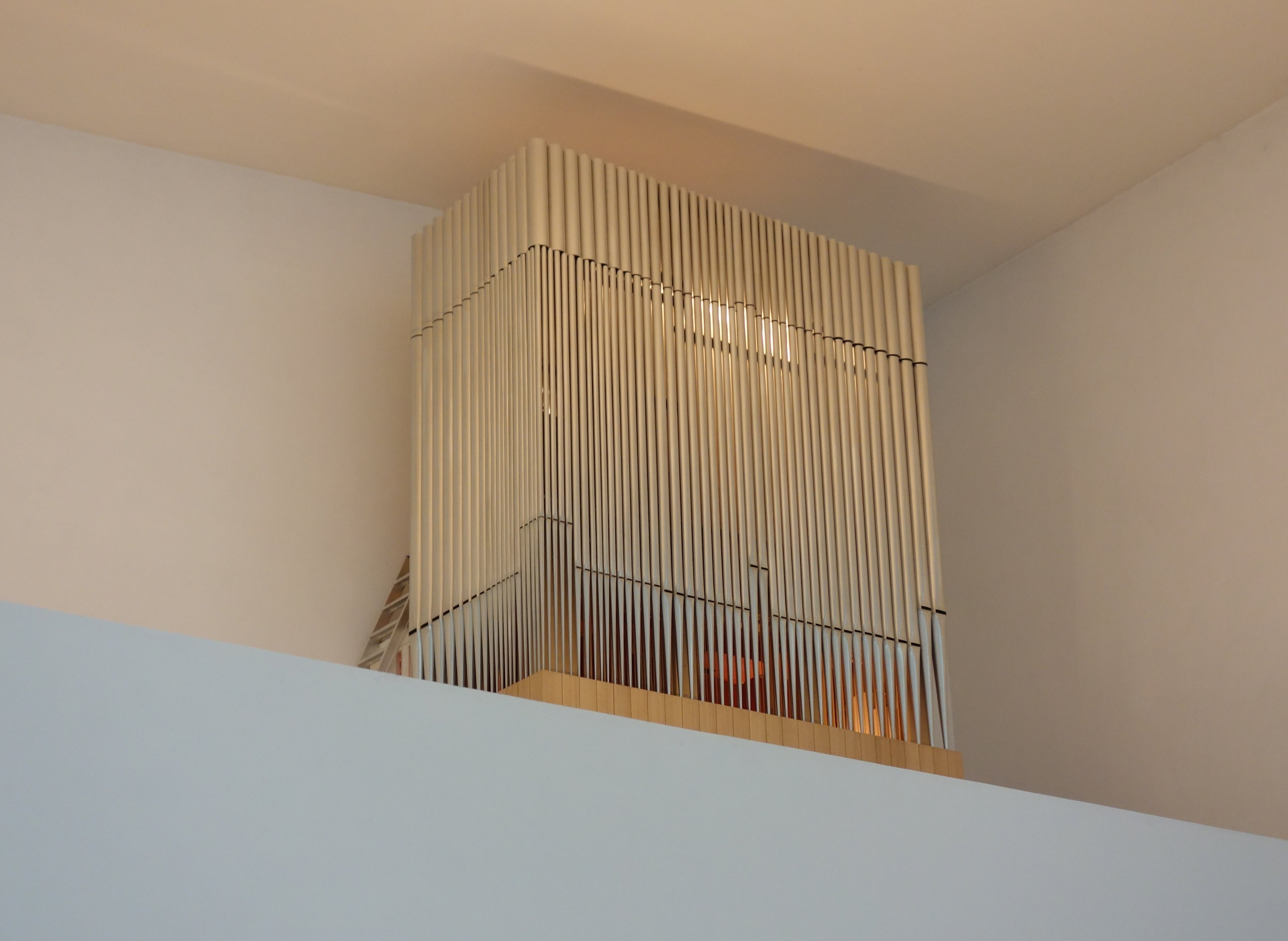
Die Woehl-Orgel

Die Orgel stammt aus der Marburger Werkstatt Gerald Woehl. Sie wurde 2015 auf der Empore eingebaut und verfügt über zwei Manuale, Pedal und 36 Register.
Die Disposition lautet:
| I Hauptwerk C–a3 |        |
| Bordun           | 16′    |
| Principal        | 8′     |
| Konzert-Flöte    | 8′     |
| Gedackt          | 8′     |
| Viola da Gamba   | 8′     |
| Octave           | 4′     |
| Viole d′amour    | 4′     |
| Nasard           | 2 ⁄3′  |
| Octave           | 2′     |
| Mixtur V         | 2′     |
| Terz             | 1 3⁄5′ |
| Fagott           | 16′    |
| Fagott           | 8′     |
| Tremulant        |        |

| II Schwellwerk C–a3 |     |
| Stillgedackt        | 16′ |
| Cor de nuit         | 8′  |
| Viola               | 8′  |
| Unda maris          | 8′  |
| Aeoline             | 8′  |
| Fugara              | 4′  |
| Flauto traverso     | 4′  |
| Piccolo             | 2′  |
| Horn                | 8′  |
| Oboe                | 8′  |
| Vox humana          | 8′  |
| Tremulant           |     |

| Pedal C–f1    |     |
| Groß Bordun   | 32′ |
| Gedacktbass   | 16′ |
| Violon        | 16′ |
| Octavbass     | 8′  |
| Cello         | 8′  |
| Gedackt       | 8′  |
| Octave        | 4′  |
| Fagott        | 16′ |
| Bass-Trompete | 8′  |
| Fagott        | 8′  |
| Cantus        | 4′  |
| Cornet        | 2′  |